# الجدل حول اسم الأمريكيين الأصليين
"الجدل حول اسم الأمريكيين الأصليين" هو مناقشة مستمرة حول المصطلحات المتغيرة التي يستخدمها السكان الأصليون في الأمريكيتين لوصف أنفسهم، وكذلك كيف يفضلون أن يشير إليهم الآخرون. تختلف المصطلحات المفضلة بشكل أساسي حسب المنطقة والعمر. نظرًا لتنوع الشعوب والمجتمعات الأصلية، لا يوجد توافق في الآراء بشأن التسمية. تاريخيًا، حتى أواخر القرن العشرين، كان يُطلق على معظم السكان الأصليين في الأمريكيتين بشكل جماعي "الهنود". كان يطلق على الناس المتميزين في القطب الشمالي اسم "الأسكيمو". كلا المصطلحين قد انخفضا في الاستخدام في الكلام الرسمي.
تم استخدام العديد من الأسماء الأجنبية الإنجليزية للإشارة إلى السكان الأصليين في الأمريكيتين (المعروف أيضًا باسم العالم الجديد)، الذين كانوا يقيمون داخل أراضيهم عندما وصل المستعمرون الأوروبيون في القرنين الخامس عشر والسادس عشر. استندت بعض هذه الأسماء إلى مصطلحات فرنسية أو إسبانية أو لغة أوروبية أخرى استخدمها المستكشفون والمستعمرون الأوائل، وكثير منها مشتق من الأسماء التي أطلق عليها القبائل بعضها البعض؛ بعضها نتج من محاولة المستعمرين ترجمة الأسماء المحلية من لغتهم الأم إلى لغتهم الأصلية، أو الترجمة الصوتية. إضافة إلى ذلك، كانت بعض الأسماء أو المصطلحات مزعجة، ناشئة عن التحيز والخوف، خلال فترات الصراع (مثل الحروب الهندية الأمريكية) بين الثقافات المعنية.
في القرنين العشرين والحادي والعشرين ، كان هناك وعي أكبر بين الشعوب غير الأصلية بأن الشعوب الأصلية في الأمريكتين كانت نشطة في المناقشات حول كيفية رغبتهم في أن يُعرفوا. ضغط السكان الأصليون من أجل إلغاء المصطلحات التي يعتبرونها قديمة أو غير دقيقة أو عنصرية . خلال النصف الأخير من القرن العشرين وصعود حركة القوة الحمراء ، ردت حكومة الولايات المتحدة باقتراح استخدام مصطلح "الأمريكيين الأصليين" للاعتراف بأولوية حيازة الشعوب الأصلية في البلاد. أصبح هذا المصطلح واسع الانتشار على الصعيد الوطني ولكن لم يتم قبوله إلا جزئيًا من قبل مجموعات السكان الأصليين المختلفة. تم اقتراح اصطلاحات تسمية أخرى واستخدامها ، ولكن لم يتم قبول أي منها من قبل جميع مجموعات السكان الأصليين. عادةً ما يكون لكل اسم جمهور معين ودلالة سياسية أو ثقافية ، ويختلف الاستخدام الإقليمي.
في كندا، يُستخدم مصطلح" الأمم الأولى "عمومًا للإشارة إلى الشعوب التي يغطيها القانون الهندي، ويستخدم مصطلح "الشعوب الأصلية" للإشارة إلى الشعوب الأصلية عمومًا، بما في ذلك الإنويت والميتيس ، الذين لا يندرجون ضمن فئة "الأمم الأولى". يبقى الوضع الهندي تسمية قانونية بسبب القانون الهندي.

## الولايات المتحدة

### "الهنود" و "الهنود الأمريكيون" (منذ عام 1492)
غالبًا ما أشار الأوروبيون في وقت رحلة كريستوفر كولومبوس إلى جنوب وشرق آسيا باسم "الهند" أو "الهند / الهند"، وفي بعض الأحيان يقسمون المنطقة إلى" الهند الكبرى " و "الهند الوسطى" و "الهند الصغرى" ".  أقدم كرة أرضية باقية، قام بها مارتن بيهيم في عام 1492 (قبل رحلة كولومبوس)، وسمت منطقة شبه القارة الآسيوية كُلََّها باسم "الهند"، التي سميت في النهاية باسم نهر السند.
كان كولومبوس مستكشفًا إسبانيًا أرسله ملوك إسبانيا إلى أجزاء إندي، وهي المنطقة التي يعتقدون أنها الهند. عندما هبط في جزر الأنتيل، اعتقد كولومبوس أنه وصل إلى الهند، ولذلك أطلق على السكان المحليين اسم "الهنود". تم تبني هذا الاسم من قبل الإسبان الآخرين وفي النهاية من قبل الأوروبيين الآخرين. لعدة قرون، كان يُطلق على السكان الأصليين في الأمريكتين بشكل جماعي "الهنود". تم تكرار هذا الاسم الخاطئ في تسمية المكان؛ تم تسمية جزر الكاريبي، ولا تزال تُعرف باسم جزر الهند الغربية.
عندما بدأ المستعمرون الأوروبيون في الاستقرار في الأمريكتين في القرنين السادس عشر والسابع عشر ، وكان لديهم اتصال أكثر استدامة مع الشعوب المقيمة ، فهموا أن السكان لم يكونوا مجموعة متجانسة تشترك في ثقافة وحكومة موحدين ، ولكن مجتمعات منفصلة تتميز بها اللغات والأنظمة الاجتماعية. تُظهر الروايات التاريخية المبكرة أن بعض المستعمرين ، بمن فيهم المبشرون اليسوعيون في فرنسا الجديدة ، حاولوا معرفة وتسجيل الأسماء الذاتية لهذه المجموعات الفردية ، ولكن استمر استخدام المصطلح العام "هندي".
في عام 1968 ، تأسست الحركة الهندية الأمريكية (AIM) في الولايات المتحدة. في عام 1977 ، انتخب وفد من مجلس المعاهدات الهندي الدولي ، وهو ذراع من AIM ، للتعريف الجماعي باسم "الهنود الأمريكيين" ، في مؤتمر الأمم المتحدة حول الهنود في الأمريكتين في جنيف ، سويسرا. بعض النشطاء والشخصيات العامة من السكان الأصليين ، مثل راسل مينز ، يفضلون "الهنود الأمريكيين" على "الأمريكيين الأصليين" الذي تم تبنيهم مؤخرًا. 